# Bela Peč
Bela Peč este o localitate din comuna Kamnik, Slovenia, cu o populație de 26 de locuitori.